# Phần Lan hóa
Phần Lan hóa (tiếng Phần Lan: suomettuminen; tiếng Thụy Điển: finlandisering; tiếng Đức: Finnlandisierung) là quá trình mà theo đó một quốc gia hùng mạnh có tác động mạnh mẽ đến các chính sách của một quốc gia láng giềng nhỏ hơn, trong khi cho phép nó giữ được nền độc lập và hệ thống chính trị của riêng mình. Thuật ngữ này có nghĩa là "để trở nên giống như Phần Lan" đề cập đến ảnh hưởng của Liên Xô lên các chính sách của Phần Lan trong cuộc chiến tranh Lạnh.

## Định nghĩa
Tại nước Đức, thuật ngữ này được sử dụng chủ yếu bởi những người đề xướng sự thích ứng gần gũi hơn với chính sách của Mỹ, chủ yếu là Franz Josef Strauss, nhưng bước đầu được đặt ra trong cuộc tranh luận học thuật và do các nhà khoa học chính trị người Đức Walter Hallstein và Richard Löwenthal nêu lên, phản ánh ảnh hưởng nỗi lo sợ Mỹ sẽ rút quân khỏi nước Đức. Nó được sử dụng trong các cuộc tranh luận của các nước NATO để đáp lại những nỗ lực của Willy Brandt nhằm bình thường hóa quan hệ với Đông Đức, và theo sau là chủ nghĩa hoài nghi lan rộng ở Đức chống lại Quyết định Kép của NATO. Từ sau khi Liên Xô sụp đổ, thuật ngữ này đã được sử dụng ở Phần Lan đối với sự cực đoan hóa sau năm 1968 trong nửa sau thời kỳ Urho Kekkonen. Thuật ngữ này thường được coi là mang tính miệt thị bắt nguồn từ cuộc tranh luận chính trị của Tây Đức vào cuối những năm 1960 và 1970. Là thuật ngữ được sử dụng ở Đức và các nước NATO khác liên quan đến quyết định của một quốc gia không mang tính thách thức một láng giềng hùng mạnh hơn trong chính sách đối ngoại khi vẫn duy trì chủ quyền quốc gia. Nó thường được sử dụng trong tài liệu tham khảo chính sách của Phần Lan trong quan hệ với Liên Xô trong chiến tranh Lạnh, nhưng nó có thể mang tính tổng quát hơn đến mối quan hệ quốc tế tương tự, chẳng hạn như thái độ của Đan Mạch đối với Đức từ năm 1871 đến 1940, hay chính sách của Chính phủ Thụy Sĩ đối với chế độ Đức Quốc xã ngay trước khi xảy ra chiến tranh thế giới thứ hai.
Trong những năm ngay sau chiến tranh (1944-1946), phía Liên Xô thuộc ủy ban kiểm soát Đồng Minh đã yêu cầu các thư viện công cộng nên ngưng lưu hành hơn 1.700 quyển sách được coi là chống Liên Xô, và các hiệu sách đã đưa ra danh mục sách cấm. Cục Phân loại Phim ảnh Phần Lan cũng ra lệnh cấm những bộ phim được coi là chống Liên Xô bao gồm The Manchurian Candidate (Ứng cử viên Mãn Châu) của đạo diễn John Frankenheimer năm 1962, One Day in the Life of Ivan Denisovich (Một ngày trong đời Ivan Denisovich) năm 1970 của đạo diễn Phần Lan Caspar Wrede và Born American (Người Mỹ bẩm sinh) của đạo diễn Phần Lan Renny Harlin vào năm 1986.
Các chuyên gia về chính sách đối ngoại của Mỹ đều nhất quán lo sợ rằng Tây Âu và Nhật Bản nếu đi theo hướng Phần Lan hóa sẽ dẫn đến một tình huống các đồng minh chủ chốt không còn được sự ủng hộ của Mỹ giúp chống lại Liên Xô. Lý thuyết về đoàn tàu cung cấp hỗ trợ cho ý tưởng rằng nếu Mỹ không thể cung cấp sự hỗ trợ mạnh mẽ và đáng tin cậy dành cho những vị trí chống cộng của các nước đồng minh, NATO và liên minh Mỹ–Nhật có thể sụp đổ bất cứ lúc nào. Nhưng các học giả chính sách đối ngoại như Eric Nordlinger trong cuốn sách Isolationism Reconfigured (Chủ nghĩa biệt lập được tái định hình) lại lập luận rằng "viễn cảnh Phần Lan hóa về sự vắng mặt của Mỹ đột nhiên làm dấy lên mối ác cảm Cộng sản có từ lâu đời và tính cảnh giác trước những mưu mẹo hòa bình của Moskva, truyền thống dân tộc quý giá và thể chế dân chủ bền vững cũng như tiềm lực và tài lực của họ".